# Réception de la Comédie humaine
La Comédie humaine a eu très tôt des admirateurs : Victor Hugo, Barbey d'Aurevilly et, plus tard, Émile Zola et Marcel Proust qui se sont tous deux inspirés du cycle romanesque et de ses personnages récurrents ; mais elle a eu également ses détracteurs, et cela longtemps après la mort de Balzac, comme l’indique Raymond Trousson : « Au cours des quelque vingt années qui suivirent sa mort, la discussion sur les mérites et les vices de son œuvre ne s'éteignit pas, ranimée d'ailleurs par les fréquentes rééditions et surtout par l’apparition de ceux qu'on tenait pour ses héritiers, les réalistes. »
Pierre Larousse, en particulier, reprochait à La Comédie humaine ce qui constituait sa base : le principe des personnages reparaissants.

## Les détracteurs
C'est de Sainte-Beuve que viennent les premières attaques contre le projet d’une œuvre construite sur plusieurs romans, avant même que ne soit publiée La Comédie humaine de l’édition Furne dans sa totalité. Balzac avait pourtant mis tous ses espoirs dans Sainte-Beuve dont il admirait les critiques et dont il espérait un soutien lors de la publication de son roman Les Chouans, dont Sainte-Beuve ne dit pas un mot. Mais à la parution de La Recherche de l'absolu (1834), année qui précède la parution du Père Goriot et où Balzac annonce son grand projet, Sainte-Beuve rappelle que Balzac est un grand habitué des effets d'annonce et que, déjà dans Le Vicaire des Ardennes, il prétendait construire une œuvre d'au moins trente volumes,. Dès 1838, il classe La Comédie humaine dans la « littérature industrielle » quand Balzac, à la tête de la Société des gens de lettres, réclame une rémunération des auteurs. Il l'accuse de pur mercantilisme. Ce n'est qu'après la mort de l'écrivain qu'il reviendra de mauvaise grâce sur ce jugement, avec un hommage bref.
De la construction littéraire qui est en train de se faire à un rythme accéléré, il critique dans Portraits littéraires « les aberrations et les invraisemblances » dues au réemploi des personnages. Et, quand Balzac commence à connaître un certain succès, avec La Peau de chagrin, qui ouvre la partie Études phisosophiques de La Comédie humaine, Sainte-Beuve souligne « le manque de tact et de dignité de l'écrivain et sa complaisance amollie qui s'insinue bientôt dans le lecteur ». 
Sainte-Beuve n'est pas le seul à voir dans l'élaboration de La Comédie humaine une opération commerciale. Jacques-Germain Chaudes-Aigues considère le procédé comme « une ruse de guerre » dans la critique qu'il fait paraître dans la Revue de Paris en novembre 1839, quatre ans après la parution du Père Goriot.
Les critiques opposés à Balzac s'insurgent contre « l'invention de La comédie humaine » qui implique la re-publication de textes et les remaniements. Ainsi Jules Janin dans le Journal des débats proteste contre la réédition remaniée de La Transaction sous le titre Le Colonel Chabert lorsque le texte paraît dans les Scènes de la vie parisienne, au 10e volume de La Comédie humaine, publiée par Furne, Dubochet et Hetzel le 28 septembre 1844, alors que le même Janin avait précédemment salué l'adaptation théâtrale de La Transaction, dans le même journal, en 1832. Jacques-Germain Chaudes-Aigues considère que le lecteur qui n'a pas lu l'ensemble des livres, peut se trouver embarrassé devant tant de changements de noms, et que le stratagème de Balzac peut aboutir à une lassitude de la part du public. Il accuse même Balzac de charlatanisme et de spéculation : « Arrivé à ces conséquences, l'artifice de Monsieur de Balzac change de nom ; l'adresse, jusqu'à un certain point excusable du romancier qui veut dissimuler sa faiblesse, devient charlatanisme de spéculateur. »
Entreprise commerciale encore pour Paul Gaschon de Molènes  : « Le nom de M. de Balzac, puisque c'est de lui qu'il s'agit, vient d'être rappelé récemment au public par une entreprise, car je ne sais de quel autre terme appeler cette publication bizarre, où se confondent de la façon la plus malheureuse les deux esprits dont nous venons de parler, l'esprit de spéculation et l'esprit de vanité. […] Cependant, si la dernière publication de M. de Balzac n'était qu'une spéculation maladroite, nous la passerions sous silence ; mais, à côté de la question commerciale, elle soulève de nouvelles questions littéraires. Le titre seul, La Comédie humaine, révèle une des plus audacieuses prétentions qui se soient encore produites de nos jours, et je ne sais rien qui puisse surpasser en bizarrerie la préface par laquelle cette prétention est soutenue. »
Lorsque des voix s'élèvent pour défendre La Comédie humaine, après la mort de son auteur, Armand de Pontmartin s'indigne de ce que « les adorateurs de La comédie humaine » n'y aient pas repéré toute l'immoralité qu'elle contenait. « On traite l'illustre romancier comme certaines académies italiennes ont traité l'auteur de la Divine comédie ; il y a bien une comédie dans tout cela, mais elle n'est pas divine et Balzac semble avoir songé à ses adorateurs lorsqu'il a intitulé son œuvre La Comédie humaine […] dont le titre même éveille d'impures images. » Pontmartin a auparavant précisé que le soutien de Balzac à l'Église catholique était cent fois pire que des insultes.

## Les admirateurs
En exprimant son admiration pour La Comédie humaine dans son éloge funèbre de Balzac, Victor Hugo résume l'importance de l'œuvre prise dans son ensemble (ce que Paul de Molènes qualifie « d'entreprise ») et non roman par roman : « Tous ses livres ne forment qu'un livre […],. »
George Sand insistait beaucoup sur cette globalité qui en faisait la richesse et elle s'élevait contre « l'émiettement » de cette somme. Sollicitée pour écrire la préface d'une nouvelle édition complète (chez Houssiaux), elle rappelle ses réticences devant la publication séparée de certains romans. « Mais quand Balzac, trouvant enfin le mot de sa destinée, le mot de son génie, a saisi ce titre admirable et profond : La Comédie humaine. Quand, par des efforts de classement laborieux et ingénieux il a fait de toutes les parties de son œuvre un tout logique et profond, chacune de ces parties, même les moins goûtées par nous au début ont repris leur valeur en reprenant leur place. Chacun de ces livres est en effet la page d'un grand livre, lequel serait incomplet s'il eût omis cette page importante. Il faut donc lire tout Balzac […]. Rien n'est indifférent dans son œuvre générale. »
Théophile Gautier analyse de la même manière l'importance de la globalité de La Comédie humaine. Selon lui, Balzac n'a pas simplement inventé deux à trois mille personnages qui jouent un rôle plus ou moins important dans plusieurs romans. Il les a vécus lui-même. « Il ne les copiait pas, il les vivait idéalement, revêtait leurs habits, contractait leurs habitudes, s'entourait de leur milieu, était eux-mêmes le temps nécessaire […]. »
Barbey d'Aurevilly place les dix neuf volumes de La Comédie humaine sur le même plan que les douze volumes du théâtre de Shakespeare. Émile Zola la compare à une tour de Babel.

« Je relis dans la très belle et très complète édition que publie en ce moment la librairie Michel Lévy cette étrange Comédie humaine, ce drame vivant […] c'est comme une tour de Babel que la main de l'architecte n'a pas eu et n'aurait jamais eu le temps de terminer. »

La liste des admirateurs de La Comédie humaine, de la mort de Balzac à nos jours, est longue. On y trouve le philosophe Alain, François Mauriac. Et encore Jean Paulhan, qui écrivait : « On ne peut lire sans honte ce que Sainte-Beuve écrivait sur Balzac. »